# 미옴보

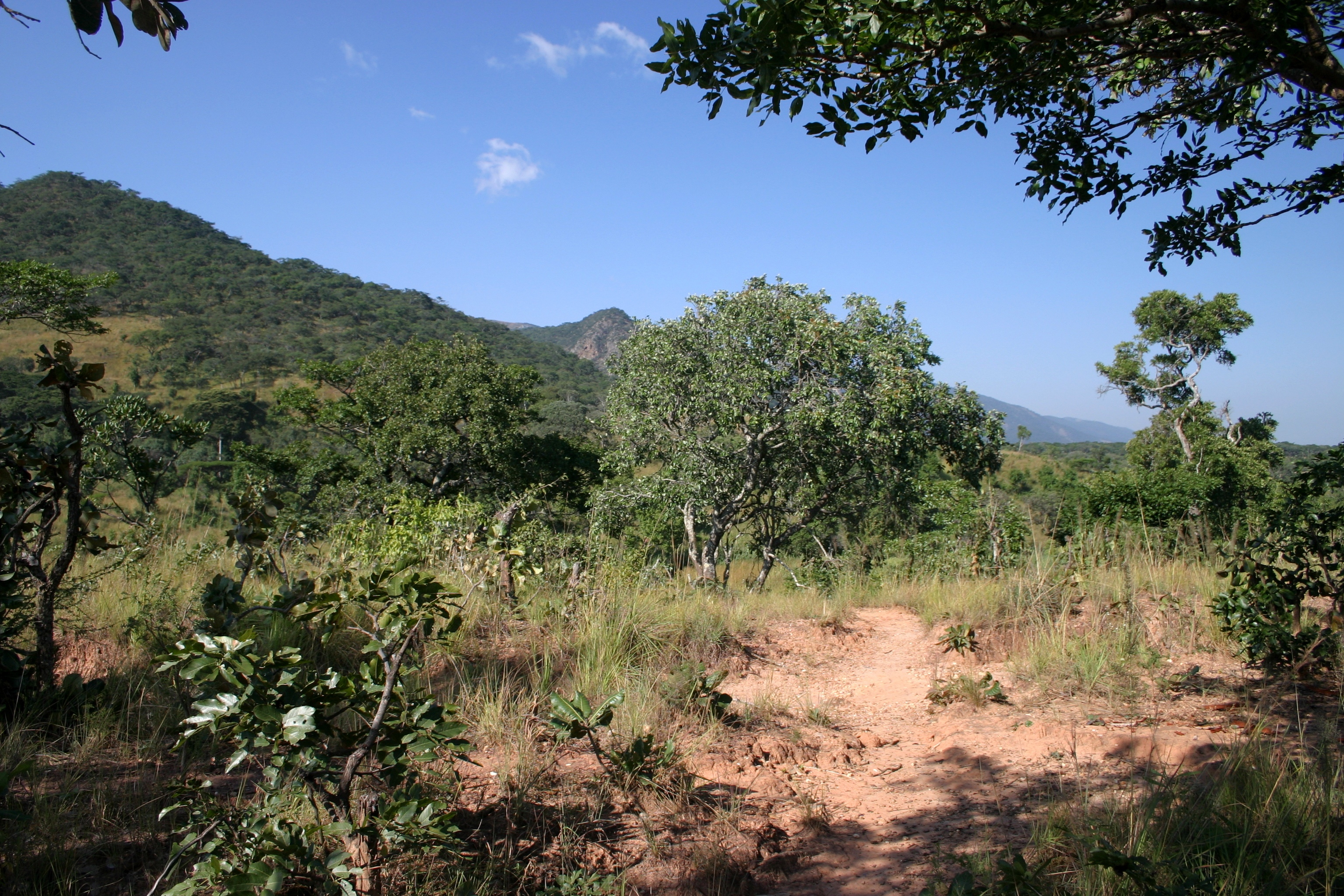
말라위의 니카고원에 우거진 미옴보

미옴보(영어: Miombo)는 열대·아열대 초원·사바나·관목지에 속하는 삼림 생물군계 유형 중 하나로, 중앙아프리카에 특히 많이 존재한다. 데타리움아과 등 특정 무리에 속하는 초목이 우거진 것이 특징으로, 찌는 듯한 더위와 따뜻한 기온을 오가는 다양한 기후 양상이 특징이다.